# Aphonopelma johnnycashi

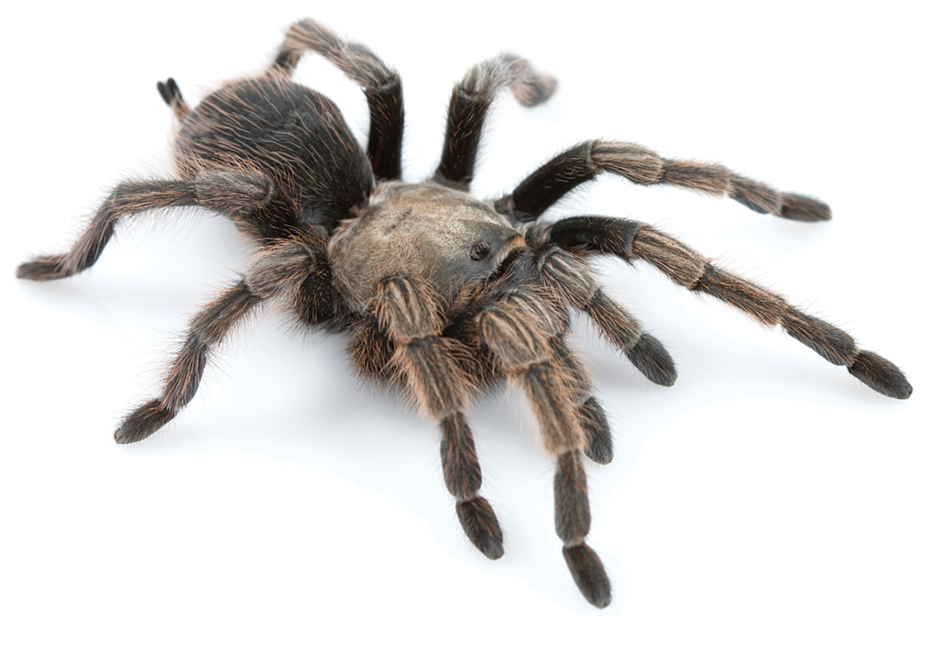
Aphonopelma johnnycashi, Weibchen

Aphonopelma johnnycashi ist eine in Nordamerika vorkommende Vogelspinnenart (Theraphosidae). Die Erstbeschreiber widmeten das Artepitheton dem Country-Sänger Johnny Cash. Einerseits würdigten sie damit seinen Auftritt im kalifornischen Gefängnis Folsom Prison, in dessen Nähe die Art gefunden wurde, andererseits fanden sie eine gewisse Analogie der überwiegend schwarz gefärbten Männchen zu dem meist in Schwarz gekleidet auftretenden Sänger, der den Beinamen „Man in Black“ trug.

## Merkmale
Ausgewachsene Tiere von Aphonopelma johnnycashi erreichen eine Länge von bis zu sechs inch (15 Zentimeter). Zwischen den Geschlechtern ist ein deutlicher Sexualdimorphismus erkennbar. Der Holotypus der Art ist ein Männchen, das aus der Gegend von Ione am Fuße der Sierra Nevada stammt. Dieses zeigt ein schwarzes bis schwarzbraunes Prosoma. Der gleichfarbige Hinterleib ist mit kurzen dunklen sowie längeren rötlichen Haaren versehen. Die relativ langen Beine sind kurz schwarzgrau behaart. Die etwas größeren und kompakteren Weibchen haben eine mehr zu graubraunen Tönungen tendierende Färbung sowie etwas kürzere, rötlich grau behaarte Beine.
Unterschiede zu den ähnlichen Arten Aphonopelma eutylenum und Aphonopelma iodius können anhand von morphologischen, molekularen und geografischen Merkmalen festgestellt werden.

## Verbreitung, Lebensraum und Gefährdung
Aphonopelma johnnycashi kommt entlang der westlichen Vorberge der Sierra Nevada in Kalifornien verbreitet vor und wird als „nicht gefährdet“ angesehen.

## Lebensweise
Die Tiere leben in ins Erdreich gegrabenen Höhlen. Die Paarung von Aphonopelma johnnycashi findet im Herbst, normalerweise zwischen September und November statt. Dann verlassen die Männchen die Höhlen auf der Suche nach den Weibchen mehrfach. Der Biss der Spinnen ist für den Menschen ungefährlich. Weitere Details zur Lebensweise der Art liegen gegenwärtig nicht vor.